# Puncak Trikora
Puncak Trikora, abans dita Mt Wilhelmina, és una muntanya de la província de Papua d'Indonèsia que forma part de les Muntanyes Jayawijaya dins les Muntanyes Maoke. És el segon cim més alt de l'illa de Nova Guinea amb 4.750;m per darrere del Puncak Jaya de 4.884 m.

## Història
Va ser escalat per primera vegada l'any 1913 a càrrec d'una expedició neerlandesa anomenada Tercera expedició al sud de Nova Guinea (Derde Zuid Nieuw-Guinea Expeditie) la seva intenció era estudiar els sòls, la fauna i la flora de la regió que es trobi per sobre dels 2,300 metres.
El Puncak Trikora estava cobert per un casquet de gel però es va fondre entre 1936 i 1962.